# Aziz Mashaan
Abdulaziz Ahmad Al Masha'an Al Enezi (arapski: عبدالعزيز أحمد المشعان العنزي, Kuwait, 19. listopada 1988.) poznatiji kao Aziz Mashaan kuvajtski je nogometaš. Trenutačno igra za Qadsia SC na poziciji veznog igrača.
Profesionalnu nogometnu karijeru započeo je u redovima kuvajtskog kluba Qadsia SC, za kojega je od 2002. do 2005. igrao i u junirskoj postavi. Igrao je za belgijski R.E. Mouscron, ali je se nakon godinu dana vratio u Kuvajt zbog financijskih problema s klubom.
U siječnju 2013. potpisao je za češki klub 1. FK Příbram na dvije godine. Jedine golove za klub zabio je na utakmici protiv Teplica 2. ožujka 2013., u kojoj je Příbram pobijedio 3:1.
U lipnju 2013. proglašen je četvrtim najboljim stranim igračem u Prvoj češkoj nogometnoj ligi.